# Trzęsienie ziemi w Quito
Trzęsienie ziemi w Quito w 2014 – trzęsienie ziemi, jakie miało miejsce w Ekwadorze, w dniu 12 sierpnia 2014 roku, powodując zniszczenia i ofiary. Epicentrum znajdowało się 12 km od stolicy Ekwadoru, Quito, na głębokości 7,7 km, zginęło co najmniej pięć osób, a co najmniej 23 zostały ranne.